# Schloss Heessen

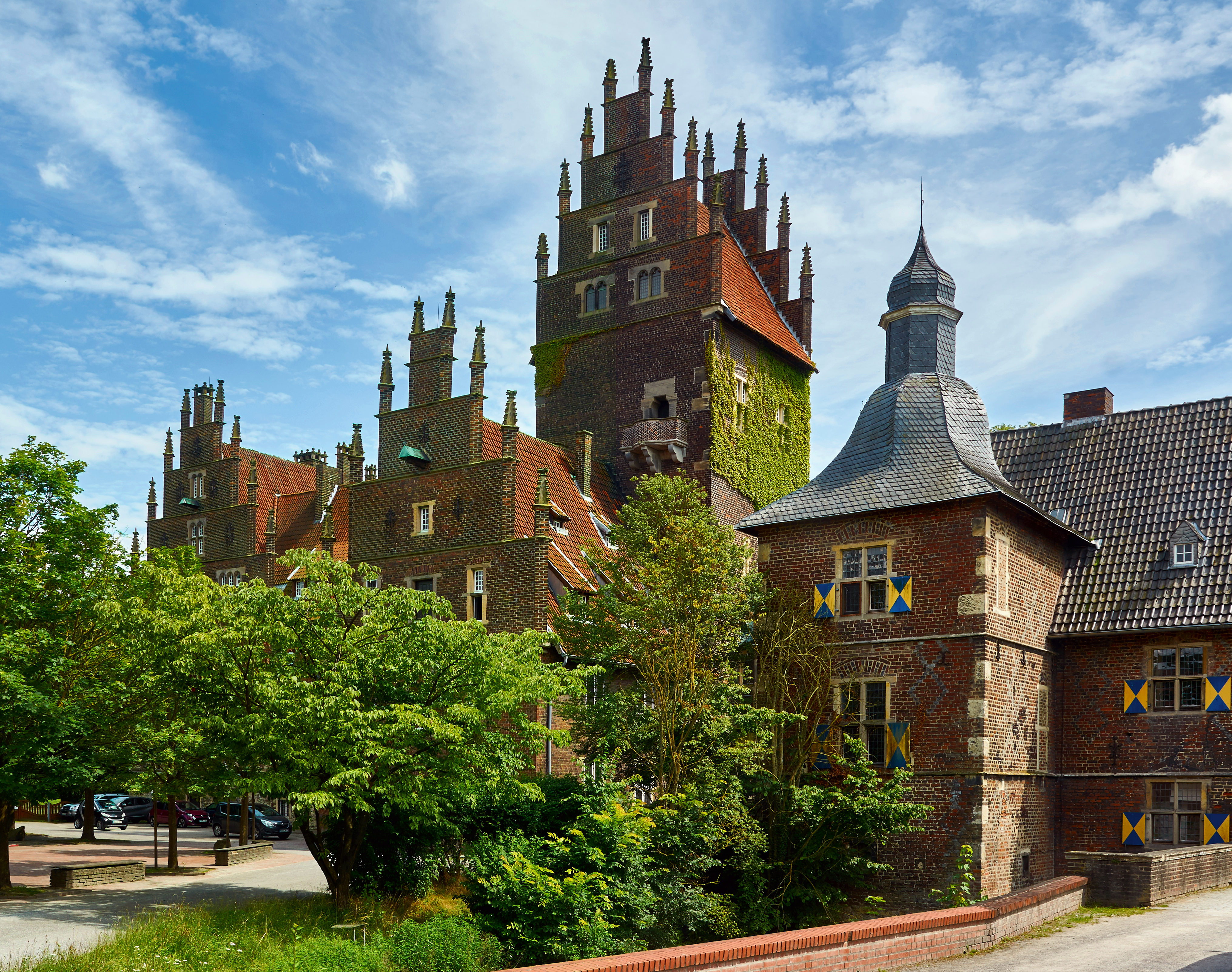
Schloss Heessen

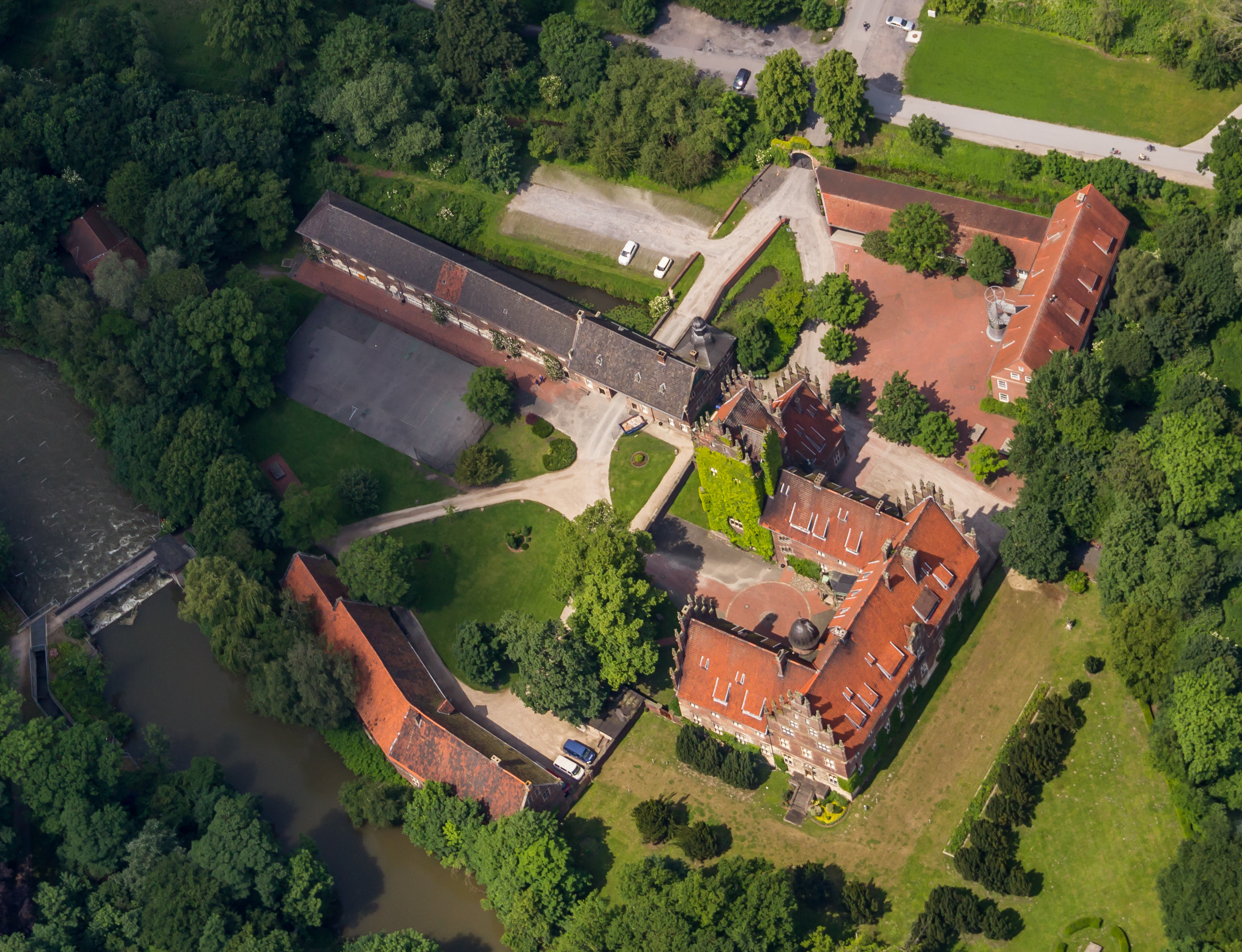
Luftbild (2014)

Schloss Heessen ist eine an der Lippe gelegene Schlossanlage im Hammer Stadtbezirk Heessen und der namhafteste Rittersitz im Bereich der heutigen Stadt Hamm.
In der architektonischen Anlage sind die typischen Grundzüge einer großen westfälischen Wasserburg erhalten geblieben. Zwischen Gräften und der Lippe liegen sich Schloss und die Gebäude der Vorburg in einem lang gestreckten Oval gegenüber. Das dreiflügelige Hauptgebäude ist aus Backstein über den Resten jahrhundertealter Burgmauern aus Kalkstein errichtet und besitzt als markantestes Bauteil einen Turm, dessen beide Treppengiebel über 30 Meter in die Höhe ragen. Neogotische Stufengiebel schließen auch jeweils die drei Flügel des Schlosses ab, Wendeltreppen und Erker zeigen Schmuckformen der Renaissance.
In dem Gebäude ist seit 1957 das Landschulheim Schloss Heessen untergebracht, das seit 2018 die Bezeichnung Schloss Heessen – Privates Gymnasium und Internat trägt.

## Geschichte

### Besitzrechte und politische Geschichte

#### Curtis hesnon – Der Oberhof Heessen als Lehen
Der Ortsname Heessen wird als Hesnon erstmals in einer Urkunde Kaiser Ottos II. aus dem Jahre 975 erwähnt und zwar als Erbgut des Bischofs Ludolf von Osnabrück. Es handelt sich um die Ortschaft Heessen mit etlichen Bauernhöfen und einem befestigten Oberhof, der curtis hesnon, der zum Schutz einer Kreuzung zweier wichtiger Handelswege und einer Lippequerung diente. Gegen 1200 brachte eine Gräfin Mathilde oder Mechthild von Holland das Anwesen als Heiratsgut in ihre Ehe mit Graf Arnold von Altena ein. Der Oberhof, genannt „curtis hesne“ oder „borch tho hesen“, gelangte so an die Grafen von Altena-Isenberg. Er ist nicht zu verwechseln mit der Wasserburg Haus Heessen.
Die Ermordung des Kölner Erzbischofs Engelbert I. von Köln durch Arnolds Sohn Friedrich von Isenberg führte zur Hinrichtung und Enteignung des Attentäters und nachfolgend zu einer erbitterten Erbauseinandersetzung zwischen Friedrichs Sohn Dietrich von Altena-Isenberg, der sich nun nach seiner neuen Burg Hohenlimburg als einen Grafen von Limburg anreden ließ, und seinem Vetter, Graf Adolf I. von der Mark, den sogenannten Isenberger Wirren. Der Friede von 1243 beendete die kriegerischen Auseinandersetzungen zwischen den Häusern Altena-Mark und Isenberg-Limburg und sprach die curtis hesne dem Haus Limburg zu. Der Hof zu Heessen blieb Limburger, danach Bentheim-Tecklenburger Lehen, bis er im Jahre 1775 durch Allodifikation Eigentum wurde.
Die Grafen von Limburg nutzten den Hof nicht selbst als Residenz, sondern übergaben ihn nach Dienstmannsrecht an ihre Ministerialen. Zunächst erhielten ihn die von Rinkerode, die auch den Oberhof (Dren-)Steinfurt zu Lehen trugen. Gostie, die Tochter des letzten Rinkeroders namens Gerwin, brachte das Rinkeroder Erbe Anfang des 14. Jahrhunderts an Dietrich II. von Volmerstein.

#### Haus Heessen – Die Wasserburg in Eigenbesitz
Das westfälische Adelsgeschlecht von Volmerstein hatte in den vergangenen Jahrhunderten einen kontinuierlichen Aufstieg erlebt und beinahe die Grafenwürde erlangt. In einem reichsweiten Krieg zwischen den Parteien zweier Anwärter auf den Kaiserthron im Heiligen Römischen Reich kämpften die Volmersteiner zu Beginn des 14. Jahrhunderts auf der Seite der Verlierer und büßten 1324 mit dem Verlust der Burg Volmerstein erheblich an Bedeutung und Besitz ein. Ihnen blieb neben umfangreichen Lehen ein erheblicher Streubesitz in Westfalen, auf dem sie ihre Position von neuem aufbauen wollten.
Dietrich IV. und seine Mutter Agnes von Döring erbauten nach 1360 in Nachbarschaft der curtis, etwa 500 Meter östlich, eine neue, durch die Lage an der Lippe besser als der alte Oberhof geschützte Wasserburg. Diese wurde vorübergehend märkisches Lehen, um sie so unter den Schutz des mächtigeren Grafen von der Mark zu stellen. Anhaltspunkt für die Datierung der Burggründung gibt ein Vertrag zwischen dem Pfarrer Dietrich von Heessen und der Witwe von Volmerstein mit ihrem Sohn. Pastor Dyderike beurkundete darin, „dass er en wessele ghedan mit der vrowen van Volmestene unde Dyderike, eren sone“. Der getätigte Wechsel mit der Frau von Volmerstein und ihrem Sohn war ein Tauschgeschäft zwischen Pfarrer und Herrschaft, mit denen die Volmersteiner ein zusammenhängendes Grundstück Eigenland für die Errichtung einer standesgemäßen Wasserburg erwarben. Im Unterschied zum Heessener Oberhof („borch tho hesen“) wird der neue Bau in zeitgenössischen Quellen als „dat huis tho hesen“ bezeichnet, aus dem durch mehrfache Umbauten das heutige Schloss Heessen entstanden ist. Die „Hoch- und Herrlichkeit Heessen“ umfasste neben einer ausgedehnten Grundherrschaft und dem Patronat über die Kirchengemeinde und über das Schulwesen umfangreiche administrative, fiskalische, militärische und gerichtliche Aufgaben. Neben dem Hof- und dem Bauerngericht nahm der Herr auf Schloss Heessen auch Funktionen der Kriminalgerichtsbarkeit wahr und so „kann das Gericht der Hoch- und Herrlichkeit Heessen als ein adeliges Landgericht bezeichnet werden.“
Das mit dem Projekt des Burgenbaus verbundene Ziel, die alte Volmersteiner Macht und Größe wieder zu erlangen, wurde nicht erreicht.
Als Johannes II. von Volmerstein im Jahre 1429 ohne lebende Nachkommen starb, fielen die Häuser Heessen und Steinfurt seiner Schwester Agnes zu. Diese wiederum war die Ehefrau des Godert von der Recke zu Heeren. Ihr gemeinsamer Sohn Dietrich von der Recke ließ sich im Jahre 1437 von Kaiser Sigismund mit den Vollmersteinschen Mannlehen und Freistühlen belehnen. Mit ihm nahm für zehn Generationen ein Zweig dieses bedeutenden märkischen Adelsgeschlechts Heessen in Besitz.
Dietrich ließ um 1440 die Burg zu einem komfortablen und ästhetisch eindrucksvollen Herrenhaus umbauen. „Es war ein zweistöckiger Mittelbau mit Flügeln und mit Türmen und Erkern reichlich geziert“, ein gotisches Bauwerk, das dem heutigen Schloss recht ähnlich gewesen sein dürfte.
Zwischen 1580 und 1590 erneuerte sein Nachfahr Jobst VII. von der Recke die Gebäude der Vorburg. In zunehmend kriegerischen Zeiten befestigten die Eheleute Jobst von der Recke und seine Frau Elberta von Ketteler den Herrensitz. Neben dem Torhaus mit einem vorgelagerten Turm wurde eine Reihe von Wirtschaftsgebäuden errichtet, die als zusammenhängende Bauwerke die Verteidigungsfunktion der Anlage verbesserten sollten. Torhaus, Turm, Stallgebäude und die Rentei weisen Schießscharten in ihren nach außen gerichteten Backsteinmauern auf. Das Ensemble ist durchgängig in einem zurückhaltenden Renaissancestil errichtet, die Wände sind mit einem Rautenmuster aus glasierten Ziegeln verziert, den Torhausturm krönt eine welsche (italienische) Renaissancehaube und alle Neubauten sind mit den Allianzwappen der beiden westfälischen Adelsfamilien markiert. Am 8. Dezember 1598, acht Jahre nach Fertigstellung der Vorburgbefestigung, „übereilte“ eine „spanische Parthey“ den Herren auf Haus Heessen und „hat ihm seine goldene Ketten, und zwey seiner besten Henxte genommen.“ Die spanische Partei waren marodierende Teile von habsburgischen Truppen, die den Aufstand der calvinistischen Niederländer niederzuschlagen versuchten. Der Achtzigjährige Krieg um die Unabhängigkeit der niederländischen Nordprovinzen ging erst 1648 zu Ende. Die an dem spanischen Überfall offenkundig gewordene Schwäche der Heessener Verteidigungsanlage wurde recht bald nach der verlustreichen Episode mit dem Bau einer Toranlage am Nordeingang des Geländes behoben. Auch hier stellen sich die Bauherren wieder mit ihren Wappentafeln vor und datieren mit der Jahreszahl 1600.
Der Dreißigjährige Krieg brachte ungeheure Verwüstungen über Heessen, sodass man – wie eine alte Chronik berichtet – am Ende eher eines Wolfes als eines Bauern ansichtig werden konnte. In den ersten Kriegsjahren organisierte Jobst die Truppen des Oberstifts Münster. Er starb im Jahr 1624. Im Folgejahr brannte es auf Haus Heessen, was eine umfangreiche „Reparatur“ erforderlich machte, in deren Verlauf anscheinend ein vierter, westlicher Flügel an das Herrenhaus gebaut wurde. In der Giebelmauer des Südflügels sind noch Spuren einer vermauerten Tür zu diesem Gebäudeflügel zu erkennen.
1745 starb Adolf von der Recke kinderlos. Daraufhin fiel Heessen mit den zugehörigen Gütern Wolfsberg, Kurl und Dahl an seine Schwester Anna Elisabeth. Diese wiederum war in ebenfalls kinderloser Ehe mit Franz Arnold von der Recke aus der 1468 abgeteilten Steinfurter Linie verheiratet. Nach dessen Tod im Jahre 1762 fiel Steinfurt an die Freiherren von Landsberg. Heessen hingegen vermachte die kinderlose Anna Elisabeth von der Recke 1775 einem Enkel ihrer Tante Joanna Rosine von der Recke, dem Freiherrn Friedrich Joseph von Boeselager zu Nehlen und Höllinghofen.
Mit dieser Schenkung war die evangelische Seite der Familie von der Recke nicht einverstanden, so dass von Boeselagers Besitzantritt im Jahre 1778 einen jahrzehntelangen, beim Reichshofrat geführten Rechtsstreit mit den der Steinfurter Linie entstammenden von der Recke zu Stockhausen auslöste – mit wechselndem Prozesserfolg. Prozessvertreter der von der Recke war Eberhard Friedrich von der Recke-Stockhausen, seit 1784 preußischer Justizminister. In dieser Zeit war Heessen noch eine „Herrlichkeit mit Gerichtsbarkeit“ (aufgehoben 1812). Gerichtsstätten gab es im Dorf Heessen, vor der Schlosspforte oder auf der Brücke zum Schloss. Das Gerichtsschwert befindet sich heute in Höllinghofen, dem Wohnsitz der Freiherren von Boeselager.
Der Rechtsstreit wurde vor allem durch Veränderungen in der „großen Politik“ entschieden. Als die preußischen Herrscher im Jahr 1803 die neuen Landesherren wurden, geschah dies zum Vorteil der von der Recke. König Friedrich Wilhelm III. entschied schließlich kraft seines Amtes im Jahre 1806 die Rückgabe des Gutes an die von der Recke.
Im Jahre 1806 begann der Krieg zwischen Frankreich und Preußen, der mit der Niederlage der Preußen in der Schlacht bei Jena und Auerstedt endete. Napoleon Bonaparte nahm zusammen mit den verbündeten Holländern das Haus Heessen ein. Die preußische Kommission wurde infolgedessen aufgehoben.
Nach der Eingliederung des Münsterlandes in das Großherzogtum Berg wurden die von Boeselager am 16. Februar 1808 vorläufig wieder in ihre alten Besitzrechte eingesetzt. Am 21. September 1810 schlossen die von der Recke mit den von Boeselager einen Vergleich. Gegen 66.000 Reichsthaler traten sie alle Ansprüche ab.
In den Befreiungskriegen von 1813 hatte auch Heessen schwer zu leiden, etwa durch plündernde Soldaten aus Polen, Frankreich, Russland, Sachsen, Schweden und Hannover. Wie häufig in diesen Jahren bereitete das Wetter Anlass zur Sorge. Winter und Frühjahr waren oft außergewöhnlich kalt. 1816, im so genannten Jahr ohne Sommer, vernichteten Dauerregen und Hochwasser die Ernte. Im Winter des Jahres 1820 sanken die Temperaturen auf bis zu −16 Grad Celsius. Dies brachte die Schleuse am Schloss und die Gebäude in Gefahr. Fische erfroren in den Teichen und es bestand Trinkwassermangel.

### Baugeschichte

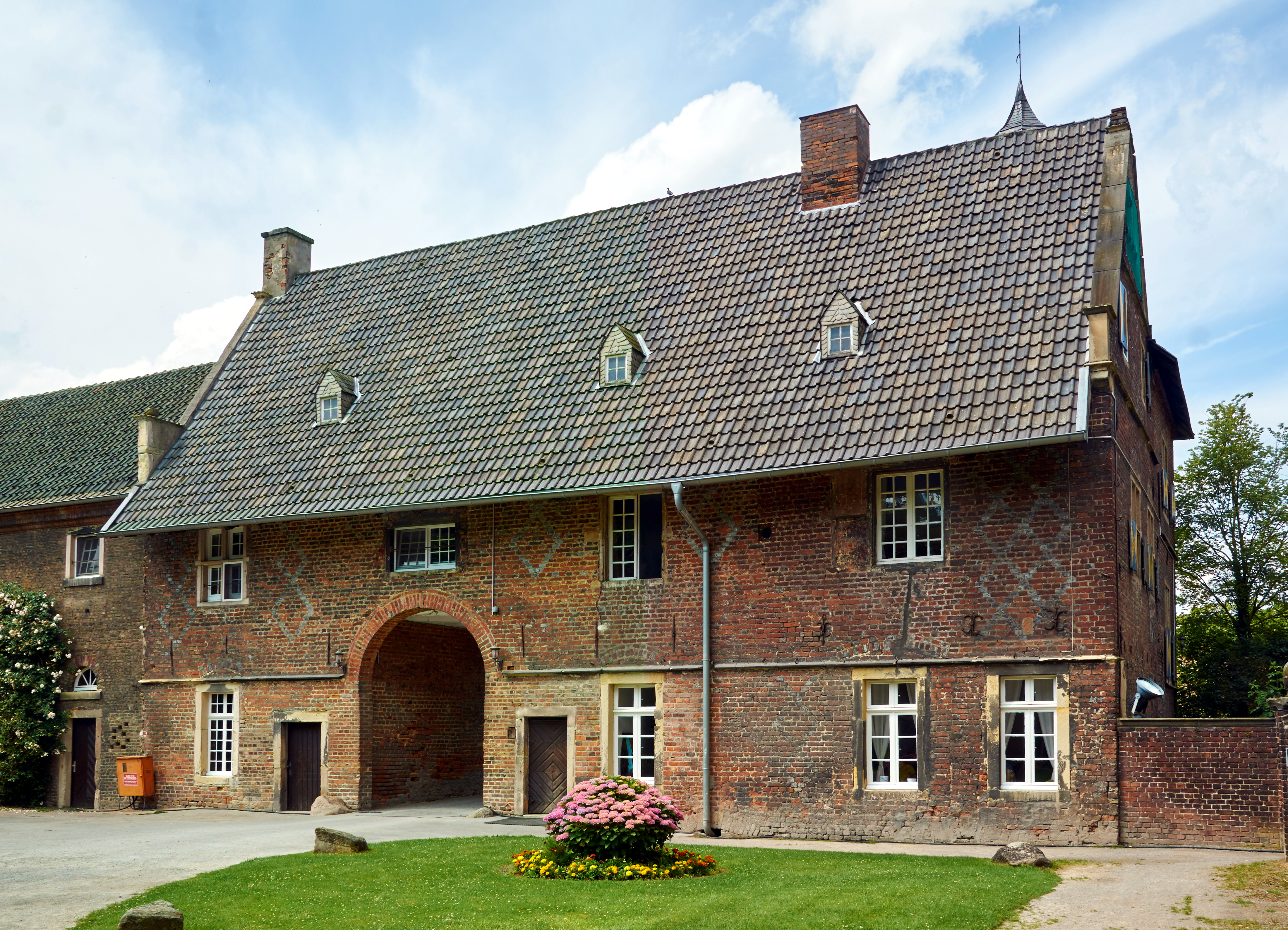
Das Torhaus blieb über die Jahrhunderte weitgehend unverändert.

Haus Heessen ist über die Jahrhunderte immer wieder umgebaut worden. Die Gründung aus dem 14. Jahrhundert besteht aus tausenden massiven Eichenpfählen, auf denen das gesamte Gemäuer ruht und die schon als Fundament der Vorgängerbauten dienten. Sie befinden sich ständig unterhalb des Grundwasserspiegels, so dass sie nahezu unbeschädigt die Jahrhunderte überstanden haben. Pfahlgründung und Fundamente des heutigen Schlosses sind wie die noch vorhandenen Gräftenanlagen Überreste der Wasserburg von 1360.

#### Das gotische Herrenhaus

Stilgeschichtliche Rekonstruktion des alten Herrenhauses ab 1905. Gotische Bauformen und Renaissance-Elemente am Schlossgebäude.

Beim Umbau der Burg zum gotischen Herrenhaus im 15. Jahrhundert wurde die Anlage mit Erkern, Zinnen, Ziergiebeln und Dachzierraten architektonisch aufgewertet. Von diesem Bauzustand berichteten schriftliche Schilderungen und Zeichnungen, an denen sich die stilgeschichtliche Rekonstruktion im frühen 20. Jahrhundert orientieren konnte. Die Abbildungen sind seither verschollen.

#### Der klassizistische Landsitz

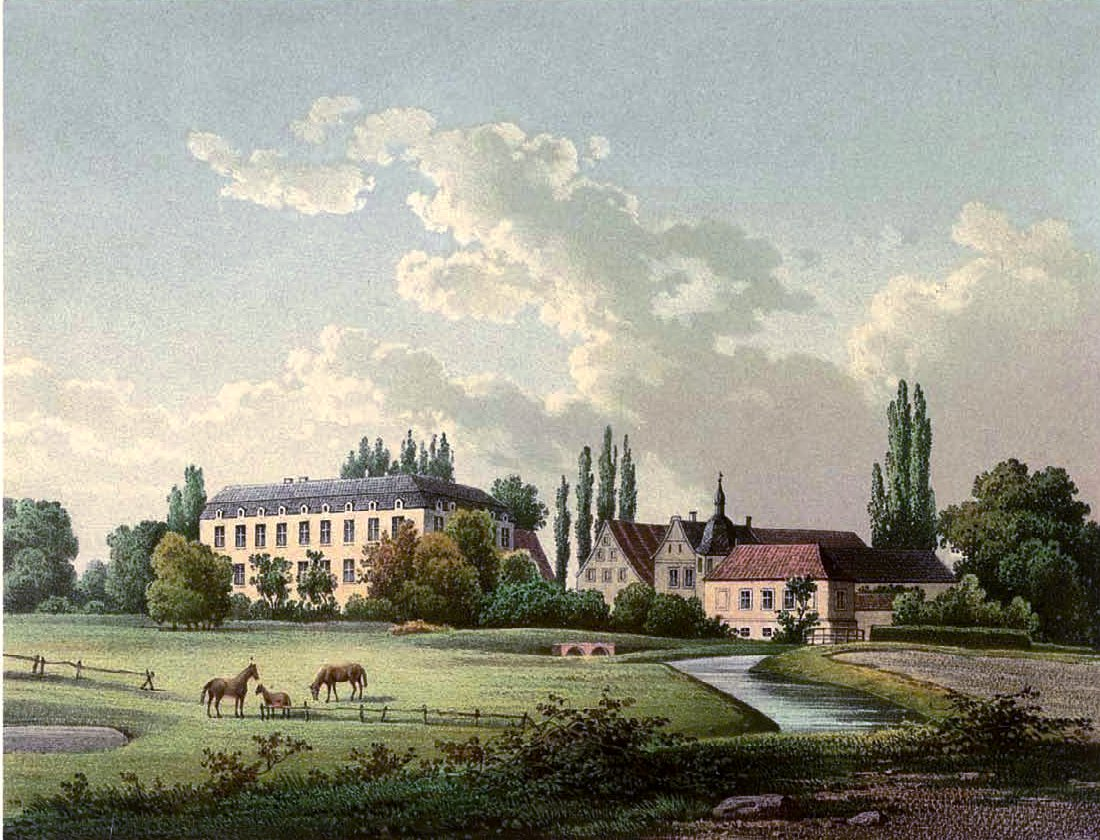
Haus Heessen nach dem Umbau von 1780 in klassizistischem Stil. Farblithografie von 1864 aus dem Verlag Alexander Duncker.

1782 erfolgte unter dem fürstbischöflichen Oberbaudirektor W. F. Lipper ein Umbau des mittlerweile vierflügligen gotischen Herrenhauses zu einem schlichten, dreiflügeligen klassizistischen Landsitz, der in der Lithographie von 1864 abgebildet ist. Bis zu dieser Zeit waren nach und nach die unmittelbar das Gebäude umgebenden Gräften zugeschüttet worden. Der Charakter einer Wasserburg wurde den Ansprüchen zeitgemäßer Haushaltung und einem klassischen Formempfinden weitgehend geopfert.
Mit der Aufhebung der grundherrlichen Patrimonialgerichtsbarkeit im Zuge der preußischen Reformen endete die Hochzeit der „Herrlichkeit Heessen“ als einer kleinen Landesherrschaft. Ab 1812 wurde der Besitz ausschließlich als großes land- und forstwirtschaftlich genutztes Gut samt eigener Ziegelei und Brauerei geführt, dessen Grundbesitz durch Erwerb umliegender Höfe und Flächen stetig wuchs. 1816 wurden feste Wege angelegt. Fließendes Wasser gelangte über ein Pumpwerk in das Haus und 1825 gab es ein Abwassersystem. 1826 wurde das Haus erheblich umgebaut und weiß gekälkt. Offene Kamine wurden durch Eisengussöfen ersetzt. Das erste „Waterclosett“ aus England wurde 1846 eingebaut. Es bestand eine eigene Ziegelei und eine Schlossbrauerei (ab 1837). Als Lagergewölbe wurde ab 1839 der sogenannte „Bayrische Keller“ errichtet (heute an der Kreuzung Schlossstraße/Dolberger Straße).

#### Gartenarchitektur und Landschaftsgarten
Gleichzeitig wurden die das Schloss umgebenden Parkanlagen umgebaut. Nordwestlich vor dem Tor, in Richtung auf das Dorf Heessen zu, lag ein bereits im 19. Jahrhundert verwilderter Barockgarten, dessen Reitweg und Mittelpunkt noch auszumachen sind. Zusätzlich war in der zweiten Hälfte des 18. Jahrhunderts östlich des Schlosses der „Rosengarten“ entstanden, ein architektonisch auf die Gebäudesituation orientierter Park mit abgezirkelter Wegführung zwischen geometrischen Blumenrabatten, mit einem barocken Pavillon und Goldfischteich. Hier feierten am 18. September 1826 Carl von Boeselager (1802–1869) und Adolfine von Wolff-Metternich (1808–1879), Freundin von Annette von Droste-Hülshoff, die auch oft in Heessen zu Gast war, ihre Hochzeit.
1828 entstand die sogenannte „Liebesinsel“, eine kleine Parklandschaft auf dem dreieckigen Flurstück zwischen Lippe und Schleusenkanal. Dieser Landschaftsgarten im englischen Stil war mit heimischen und tropischen Gehölzen bepflanzt. Heutzutage besteht die Insel aus einem kleinen Waldstück mit Rundweg, einem Teich und dem historischen Schleusenwärterhaus.

#### Rekonstruktion der gotischen Baugestalt im 20. Jahrhundert

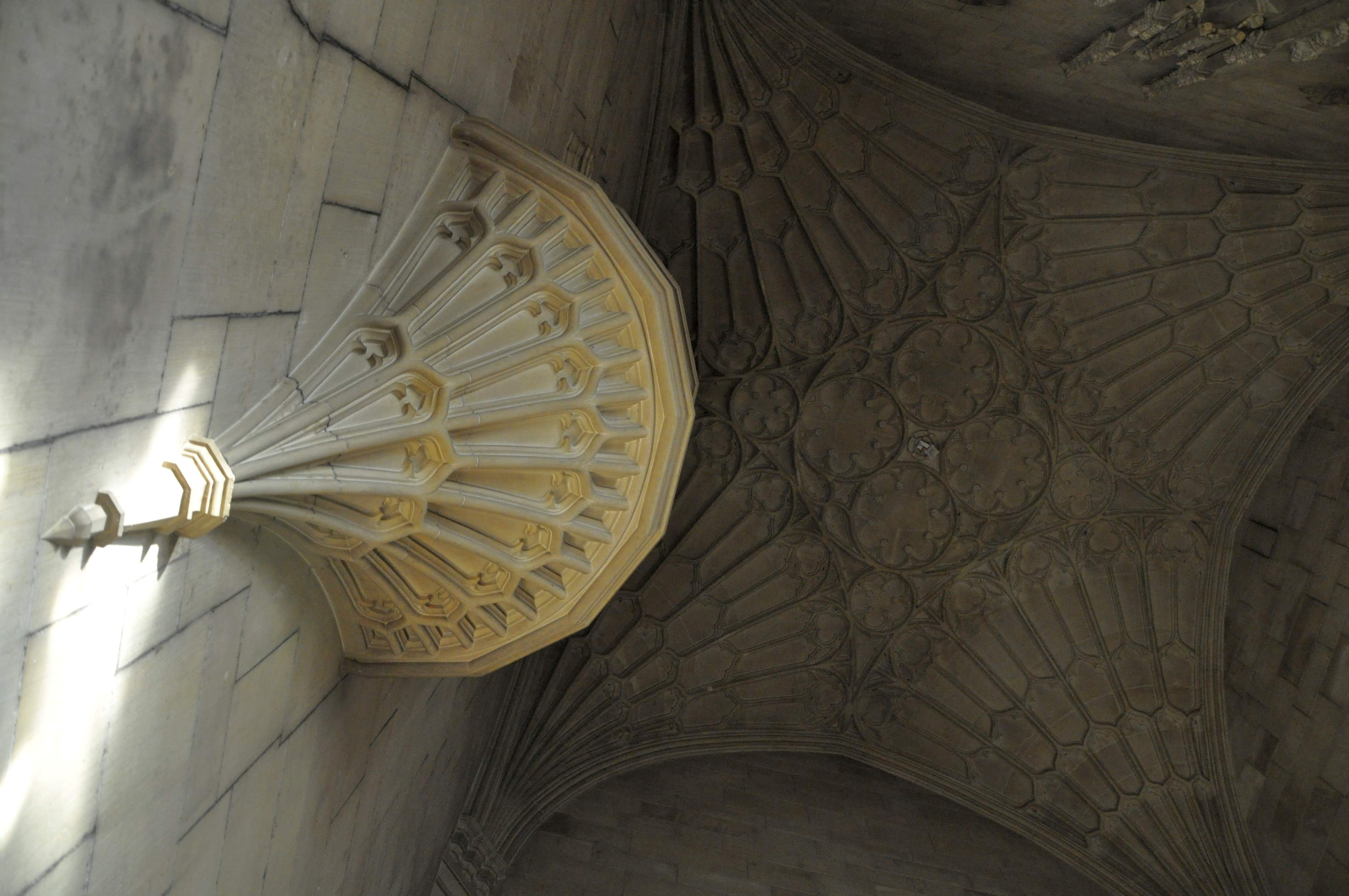
Filigranes Fächergewölbe in der neogotischen Kapelle

Mehrfach unter seinen verschiedenen Besitzern umgebaut und umgestaltet erhielt das Anwesen zwischen 1905 und 1908 seine alten Formen zurück, wie sie vor 1780 bestanden hatten, und bekam damit seine heutige Gestalt. Architekt war der Münsteraner Regierungsbaudirektor Alfred Hensen, der dem Gebäude durch Turmbauten, gotische Zinnen und Erker ein neugotisches Aussehen verlieh. Die Umbaupläne sind von dem ortsansässigen Architekten Wucherpfennig unterzeichnet. Der englische Kirchenbaumeister Sidney Tugwell wurde mit der Ausgestaltung einer Schlosskapelle im englischen Stil beauftragt. Zu den wenigen Sagen über Schloss Heessen gehört die in mehreren Publikationen wiederholte Behauptung, dass dieses „neugotische Kleinod“ im Jahre 1982 „per Zufall“ entdeckt worden sei.
Für die Rekonstruktion der historischen Baugestalt standen neben alten Darstellungen Referenzgebäude aus Spätgotik und Renaissance zur Verfügung. Der Treppenturm im Schlossinnenhof ist nach dem Vorbild des Drostenhofs in Wolbeck gestaltet. Hier findet man auch die markanten Treppengiebel. Der Aufgang zum Hochparterre war lange Zeit als historistisch angesprochen worden. Andreas von Scheven hat 2010 nachgewiesen, dass die Renaissancetreppe am Lübecker Rathaus von den Bauherren als Vorlage genutzt wurde. Im Höllinghofener Adelsarchiv der Familie von Boeselager findet sich noch eine Skizze des Lübecker Treppenaufgangs, gezeichnet von Engelbert von Kerckerinck zur Borg, der als Freund der Familie und sachkundiger Berater die Bauplanungen begleitet hat.
Seit dem Tod des Freiherrn Dietrich von Boeselager im Jahr 1920 ist Heessen nicht mehr Wohnsitz der Familie. Kurzfristig lebte anschließend noch ein Zweig der verwandtschaftlich verbundenen Familie von Fürstenberg auf dem Schloss, bis mit dem Beginn der Nazizeit der Nationalsozialistische Deutsche Studentenbund, Gau Westfalen, hier sogenannte Wissenschaftslager veranstaltete. Im Bombenkrieg schließlich fanden etliche Heessener Familien und die Bewohner eines kriegszerstörten Münsteraner Altenheims in den Gebäuden Ersatzunterkünfte. Im großen Speisesaal standen die Betten der Frauen, im kleinen die der Männer.

## Gegenwärtige Nutzung der Gebäude
In den alten Mauern ist seit 1957 das Landschulheim Schloss Heessen untergebracht, das heute unter der Bezeichnung „Schloss Heessen - Private Schule und Internat“ auftritt. Das Landschulheim hat sich als Mieter in den Jahrzehnten nach seiner Gründung über zahlreiche historische Gebäude auf dem Gelände ausgebreitet. Das Hauptgebäude des Wasserschlosses bietet neben großem und kleinem Speisesaal ein Lehrerzimmer, Küche und Kapelle, das Getränkelager, Sekretariat, Krankenzimmer, Leitungsbüros, Klassenzimmer und Wohnräume der Jungen und Mädchen aus Unter- und Mittelstufe. Es wurde hier aber mit wachsender Schülerzahl sehr bald zu eng.
Die Rentei wurde daher zu Quartieren und Schulräumen umfunktioniert. Das hier befindliche sogenannte „Gewölbe“ ist eine hauseigene Gaststätte, in der auch Feiern veranstaltet werden. Das Torhaus und die angrenzenden ehemaligen Stallgebäude bieten neben Quartiersräumen einige weitere Klassenzimmer.
Auf dem Grundriss eines ehemaligen Försterhauses und der Orangerie des Schlosses wurde 1968 am Nordrand des Schlossgeländes ein zusätzliches zweiflügeliges Schulgebäude errichtet. Hier befanden sich ursprünglich Quartiersräume, die heute als Klassenzimmer, Fach- und Kursräume dienen. Auch ein weiteres kleines Lehrerzimmer ist hier noch zu finden. Das 2013 erbaute Oberstufenzentrum – etwas nördlich vor dem eigentlichen Schlossgelände gelegen – bietet neben hochmodernen Internatsquartieren etliche Funktions- und Fachräume, ein drittes Lehrerzimmer, die Schulbibliothek und ein zentrales Foyer für größere Versammlungen und Projekte.
Schloss und Schlossgelände werden seit Jahrzehnten gerne als Aufführungsort und Kulisse für Theaterstücke und Konzerte genutzt. Im Jahr 2008 wurde der Kinofilm Die Wilden Hühner und das Leben im und um Schloss Heessen gedreht, 2017 die TV-Serie Parfum, inspiriert durch den Roman von Patrick Süskind. Das Humboldt-Institut nutzt seit langem die Gebäude in den Sommerferien für Sprachkurse; neuerdings kann der Landschaftspark auf der Insel für Kinder- und Jugendgruppen als Erlebnisraum und Veranstaltungsort gebucht werden. Das frisch renovierte historische Schleusenwärterhaus von 1828 steht dann zu Verpflegungszwecken und als Ruheraum zur Verfügung.
Das gesamte Gelände der Privatschule ist außerhalb öffentlicher Veranstaltungen für unangemeldete Besucher nicht zugänglich.